# Ulrika Bergman
Ulrika Bergman (ur. 11 czerwca 1975 w Östersund) – szwedzka curlerka, złota medalistka Zimowych Igrzysk Olimpijskich 2006.
Będąc juniorką Ulrika Bergman grała jako czwarta w zespole Margarethy Lindahl. Zespół ze Sveg wywalczył brązowe medale Mistrzostw Świata Juniorów 1994 i 1996. W 1995 Szwedki pokonały w półfinale 7:4 Szwajcarki (Nadja Heuer), w finale uległy Kanadyjkom 5:6 (Kelly Mackenzie). Podczas zawodów w 1995 i 1996 została wybrana najlepszą zawodniczką na czwartej pozycji.
W latach 2002–2007 była rezerwową w drużynie Anette Norberg, która zdominowała szwedzkie rozgrywki w tym okresie. Ulrika wraz z Anną Bergström, Cathrine Norberg, Evą Lund i Anette Norberg pięć złotych i jeden srebrny medal zawodów międzynarodowych (Mistrzostwa Świata 2002, 2005, 2006, Mistrzostwa Europy 2004 i 2005). Najważniejszym sukcesem było zdobycie mistrzostwa olimpijskiego Turynie 2006, kiedy Szwedki w finale pokonały Szwajcarię (Mirjam Ott). Ulrika Bergman z drużyną reprezentującą Härnösands Curlingklubb wystąpiła tylko w jednym meczu. Miało to miejsce podczas MŚ 2007, w meczu przeciwko Rosji zagrywała 3. i 4. kamienie.

## Drużyna
|           | Czwarta                | Trzecia             | Druga               | Otwierająca       |
| --------- | ---------------------- | ------------------- | ------------------- | ----------------- |
| 2005/2006 | Margaretha Sigfridsson | Maria Prytz         | Margaretha Dryburgh | Ulrika Bergman    |
| 2004/2005 | Margaretha Sigfridsson | Margaretha Dryburgh | Maria Prytz         | Ulrika Bergman    |
| 2003/2004 | Lisa Löfskog           | Ulrika Bergman      | Anki Nordqvist      | Jenny Hammarström |
| 2002/2003 | Anna Bergström         | Ulrika Bergman      | Maria Zackrisson    | Mio Hasselborg    |
| 1999/2002 | Margaretha Lindahl     | Ulrika Bergman      | Anna Bergström      | Maria Zackrisson  |
| 1995/1996 | Ulrika Bergman         | Margaretha Lindahl  | Maria Zackrisson    | Linda Kjerr       |
| 1993/1995 | Ulrika Bergman         | Margaretha Lindahl  | Anna Bergström      | Maria Zackrisson  |